# Daniel Ferreyra
Daniel Andrés Ferreyra Silva (San Nicolás de los Arroyos, Buenos Aires, 22 de enero de 1982) es un exfutbolista argentino nacionalizado peruano. Jugaba de portero y su último club fue Club Deportivo Los Chankas de la Liga 1 de Perú. Actualmente dirige interinamente al Comerciantes Unidos. 

## Trayectoria
Formado en las divisiones inferiores del River Plate, tras ser ascendido al primer equipo y poco después de debutar profesionalmente en el torneo nacional, fue reclutado por Rosario Central, donde estuvo dos temporadas sin tantas oportunidades. Ya para el 2005 fichó por el Club Atlético Candelaria, donde jugó muy bien, pero aun así, su equipo no pudo pelear el ascenso.
Debido a sus buenas actuaciones, a fines del 2005 se anunciaba su fichaje por Coquimbo Unido para la Temporada 2006 de la Primera División de Chile, su estancia en el club fue estable, tendría buenas actuaciones en el torneo regular siendo titular recurrentemente, pero no llegó a ser de los más destacados en el torneo.
Ferreyra decidiría tomar nuevos aires en el 2009, a inicios de ese año ficharía por el José Gálvez FBC de Perú, teniendo su segunda experiencia en el extranjero, tras sus buenas actuaciones llegaría a Universidad César Vallejo en busca de consolidación.
En Universidad César Vallejo lograría ser regular su primer año, pero no se afianzaría en lo grupal perdiendo el titularato y fichando por la Universidad Técnica de Cajamarca para el 2013.
En 2015 ficharía por el F. B. C. Melgar, donde sería una de las figuras del equipo que obtendría el título de Primera División, tras 33 años de sequía y en el año de su centenario, en ese club también llegó disputar la Copa Libertadores de ese año.
Sin embargo, el año siguiente, en un movimiento sonado y tras no renovar contrato, terminaría fichando por el Sport Boys de la Segunda División del Perú. Lograría ascender ese mismo año.
En el año 2022 es fichado por Cusco F. C. nuevamente de la Segunda División del Perú logrando con el cuadro cusqueño ascender a la Primera División del Perú para el año 2023.
Su último club sería el recién ascendido Los Chankas CYC en el año 2024. Su último partido sería ante   Universitario de Deportes por la última fecha del clasura de la Liga 1 2024 en Andahuaylas.
Al año siguiente, sería nombrado Director Deportivo de Los Chankas CYC.

## Clubes
| Club                      | País      | Año       |
| ------------------------- | --------- | --------- |
| River Plate               | Argentina | 2002      |
| Rosario Central           | Argentina | 2003-2004 |
| Club Atlético Candelaria  | Argentina | 2005      |
| Coquimbo Unido            | Chile     | 2006-2008 |
| José Gálvez FBC           | Perú      | 2009-2010 |
| Universidad César Vallejo | Perú      | 2011-2012 |
| UTC                       | Perú      | 2013-2014 |
| FBC Melgar                | Perú      | 2015      |
| Sport Boys                | Perú      | 2016-2018 |
| Cusco FC                  | Perú      | 2019      |
| Cienciano                 | Perú      | 2020-2021 |
| Cusco FC                  | Perú      | 2022-2023 |
| Los Chankas CYC           | Perú      | 2024      |

## Palmarés

### Títulos nacionales
| Título           | Club            | País | Año  |
| ---------------- | --------------- | ---- | ---- |
| Primera División | F. B. C. Melgar | Perú | 2015 |
| Segunda División | Sport Boys      | Perú | 2017 |
| Segunda División | Cusco FC        | Perú | 2022 |

### Distinciones individuales
| Distinción                                  | Año  |
| ------------------------------------------- | ---- |
| Mejor Arquero de la Segunda División - ADFP | 2017 |